# コピック
コピックは、株式会社トゥーマーカープロダクツが開発したアルコールマーカーのブランドで、プロダクト / 建築 / ファッションなどのデザイン・教育分野や、イラストレーション / マンガ、絵画からホビー・クラフト系でも利用されている。現在は70ヶ国以上に出荷されており、世界中に愛用者のいる日本の代表的なアルコールマーカーとなっている。

## 特徴
「コピー機のトナーを溶かさずに彩色可能なマーカー」として開発され、名称の由来にもなっている。色数が358色と豊富で発色がよく、特にブラシの精度が高いことからイラストやデザインなど、幅広いジャンルの制作活動で利用されている。補充用のインクも販売されており、インクを自由に混合して好きな色を作ったり、ペン先（ニブ）を取り替えることも可能。また、エアブラシセットという専用のセットを装着することでエアブラシとしても利用できる。アルコールマーカーの特性として、インクの揮発性が高いためすぐに乾いて作業が効率的に進められる一方、ニブは乾燥・高温に弱い。そのためフタを外したままにしておいたり、暖房器具の近くで保管すると、中綿が乾いてしまい使用ができなくなるケースもあるので注意が必要である。

## コピック関連製品
「コピック」とは株式会社トゥーマーカープロダクツで製造・販売しているコピック関連製品全般を指す。
コピッククラシック
1987年発売開始。ニブ（ペン先）形状は、狭い範囲を得意とする細い筆状のファインニブと、一般的なマーカーで採用されている断面が長方形のブロードニブがそれぞれペンの両端に配置されている。ペン軸の断面は正方形。主にデザイン用途で使用されており、インダストリアルデザイン・ファッションデザイン・建築デザインなどの分野で教材としても親しまれている。ペン軸は角型。全214色。用途にあわせて極細のスーパーファインニブやカリグラフィ風、ブラシといったニブに交換できる。当初の販売名は「COPIC（コピック 角モデル）」だったが、後にブランド全体を指す言葉になったため2014年に「コピッククラシック」と名称を変更している。
コピックスケッチ
1993年発売開始。カラーラインナップは全358色で、コピックシリーズで最も豊富な色数となっている。ニブ（ペン先）はクラシックより太い筆状のスーパーブラシニブとミディアムブロードニブ（断面が長方形）がペンの両端に配置されており、ペン軸形状は楕円。特にスーパーブラシニブの品質がプロ・アマ問わず多くのユーザーに評価されている。特に漫画家やイラストレーターに愛用されており、イラスト分野で使用されることが多い。
コピックチャオ
1998年発売。コピックスケッチと同じ性能を持っているが、エントリーモデルとして購入しやすいようにインク量を抑えたモデル。ペン軸の断面が円形。描き味、色味ともにコピックスケッチと同品質だが、色数は全180色とコピックスケッチの半分ほどに絞られている。幼児がキャップを誤飲した場合に配慮して、キャップに通気孔が開けられている。クラシック、スケッチ、チャオのシリーズはペン軸上の両端にそれぞれのニブの形状が描かれている。
コピックワイド
幅21mmの極太ニブを備えた広範囲彩色用のコピック。主にデザイン・レンダリングで使用されている。ペン軸形状は楕円。2016年に全36色展開の単品販売を終了しており、現在は空ボトルのコピックオリジナルのみの販売に変更されている。
コピックインク
全358色。「コピックバリオスインク」の後継となる補充用インク。以下のように改善された。
1.ノズルが長く、ニブを外してそのまま中綿にインク注入できる。
2.容器の透明度が高くなり、目盛りが刻んであるためインク残量、注入量がわかりやすくなった。
3.カラーマークの色を実際に塗った色に近い色味に改善。
4.ペンに近いサイズ、形状によりコピックウォレット等のケース類への収納が可能になった。
コピックバリオスインク（生産終了）
全358色。各コピックに共通してインクの補充ができる。補充に特別な道具は必要なく、両側のキャップを開けてブロードニブに直接１滴ずつ吸わせるように染み込ませるのみで補充が完了する。インク補充のほか、コピックオリジナルと数色のインクを使用して新しい色を作るのにも用いられる。2019年07月10日、コピックインクの発売に伴い順次販売終了を発表、ただしカラーレスブレンダー（200ml）のみ生産継続。
コピックマルチライナー
全10色。耐水性の顔料インクを採用した、コピックににじまないラインドローイングペン。多彩な表現を提供する豊富な線幅や色が揃っており、ブラシタイプ・カリグラフィータイプもラインナップ。イラスト、まんが、ペン画に最適で、模型のスミ入れなどにも利用されている。
コピックエアーブラッシングシステム
コピッククラシック、コピックスケッチでエアブラシ効果が得られる。マーカーを装着するだけでエアブラシとして扱えるタイプと、コンプレッサーに連結させるタイプも販売されている。
コピックオリジナル
コピックスケッチ・コピッククラシック・コピックワイドで展開されている空のコピックを指す。インクが最初から充填されておらず、自身で調合したバリオスインクを充填することでオリジナルのコピックを作成することができる。
コピックペーパーセレクション
コピックの彩色に適した5種類のA4パックのほか、色紙、スケッチブックなどを展開している。コピックのインクは染料インクのため、紙の色や質により仕上がりが左右されるという点で紙選びも重視されている。
コピックコレクション
コピックの色数を管理しきれないというユーザーの要望に応えて開発された無料のスマートフォン用アプリケーション。iOS版とAndroid版がある。手持ちのコピック、これから購入予定のコピックをスマートに管理できるほか、近くの店舗を調べたり、補色の候補を瞬時に検索することも可能。